# Медицинские степени и звания
Медицинские степени и звания — степени и звания в области медицины в Российской империи, впервые появившиеся в Московском университете в соответствии с указом императрицы Екатерины II «О предоставлении Московскому университету права давать докторскую степень обучившимся в оном врачебной науке» от 29.09.1791.

## История
В 1770 году в Московском университете была предпринята попытка первого производства в доктора медицины студента И. А. Сибирского. Сибирский сдал экзамены по теоретической и клинической медицине, химии и ботанике, затем прочёл публичную лекцию, однако на его производство в доктора не последовало высочайшего согласия.

### Доктора медицины в Российской империи
После подписания указа «О предоставлении Московскому университету права давать докторскую степень обучившимся в оном врачебной науке» (1791) первым доктором медицины стал Ф. И. Барсук-Моисеев (1794).
В XIX веке в Российской империи степени и звания в области медицины, в отличие от остальных университетских наук, определялись специальными положениями об учёных степенях и частично университетскими уставами. В 1803 году Московский университет получил право возведения в учёную степень докторов по всем отраслям наук.
 В 1803—1838 годах медикам в Российской империи присваивались учёные степени «лекарь», «магистр медицины» и «доктор медицины».
 Согласно «Правилам испытания медицинских, ветеринарных и фармацевтических чиновников и вообще лиц, занимающихся врачебной практикой» (1838), вводились учебно-практические звания: «лекарь», «медико-хирург» (упразднено в 1845), «доктор медицины», «доктор медицины и хирургии». Каждое звание свидетельствовало о должностном положении и научном цензе. Звание «лекарь» присваивалось выпускникам медицинских факультетов университетов и медико-хирургических академий.
Доктор медицины сверх практических врачебных знаний должен был обладать «неоспоримыми доказательствами своей учёности». Звание «доктор медицины и хирургии» требовало «специальных теоретических и практических знаний по хирургии». По Уставу 1884 года триада докторских степеней была заменена одной — «доктор медицины», отменённой в 1918 году.
Лекарь — низшая учёно-практическая медицинская степень в отличие от высших — доктора медицины и доктора медицины и хирургии присваивалось выпускникам высших медицинских учебных заведений (медицинских академий и медицинских факультетов университетов) до 1918 года.

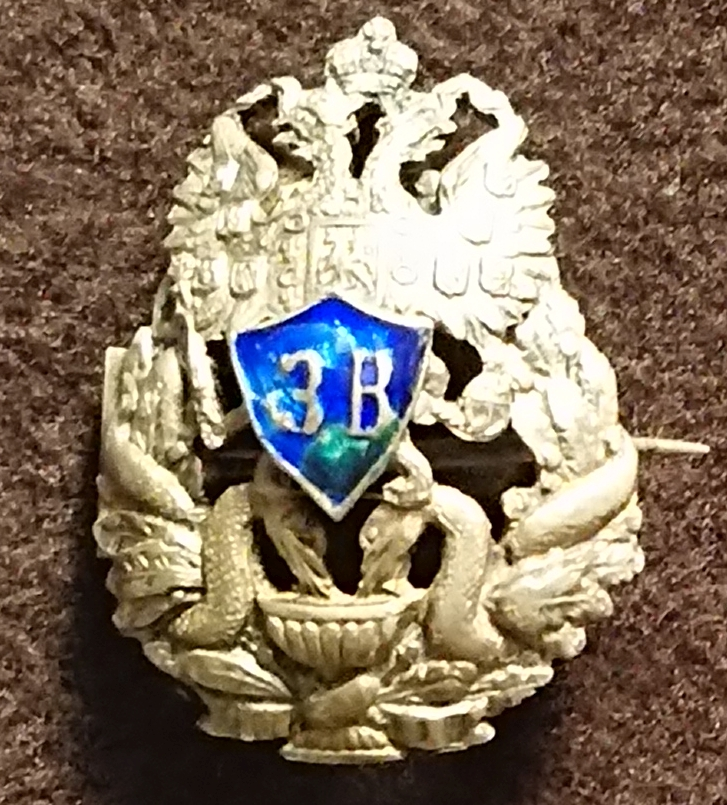
Нагрудный знак зауряд-врача (1914-1917)
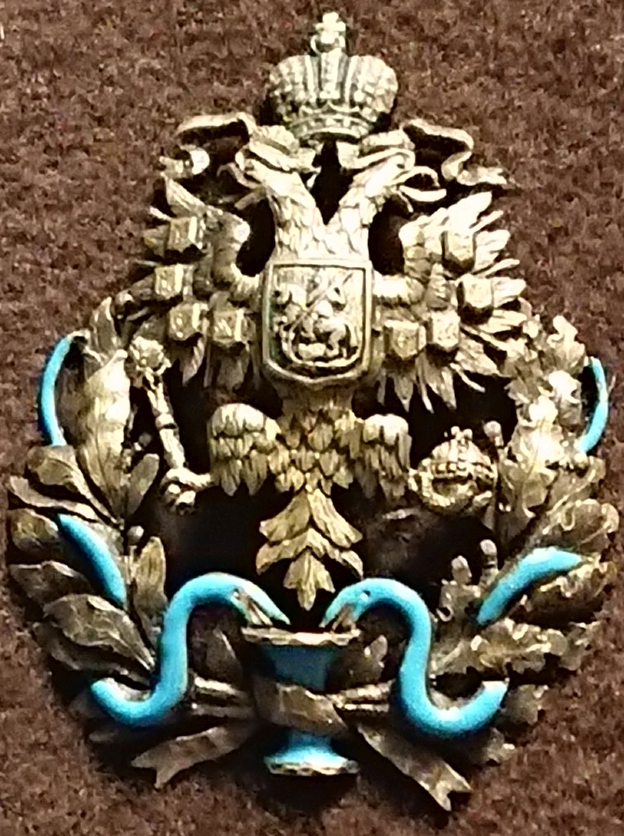
Сюртучный вариант нагрудного знака врача, имеющего звание лекаря (1914)
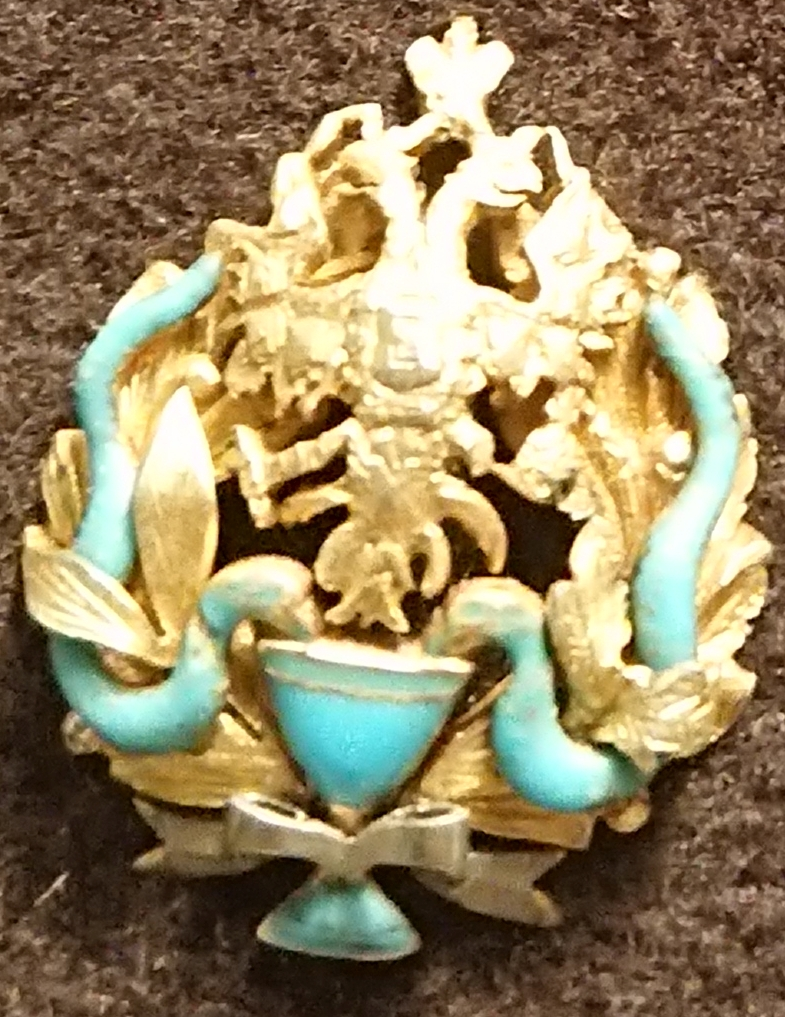
Фрачный вариант нагрудного знака врача, имеющего звание лекаря (конец XIX века)
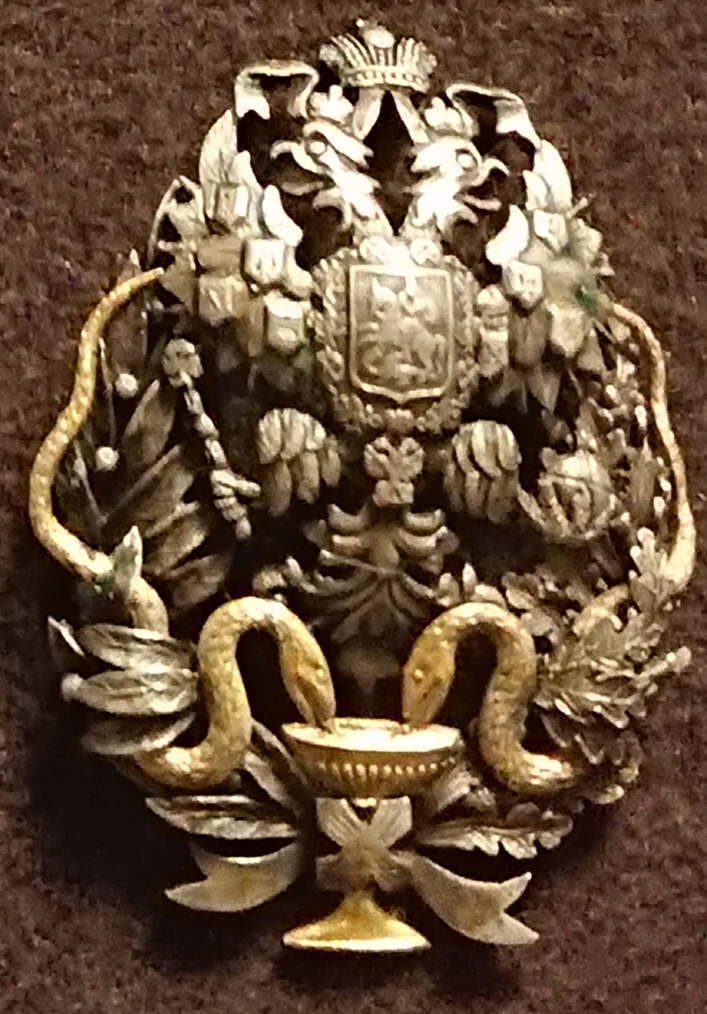
Сюртучный вариант нагрудного знака врача, удостоенного степени доктора медицины (конец XIX века)
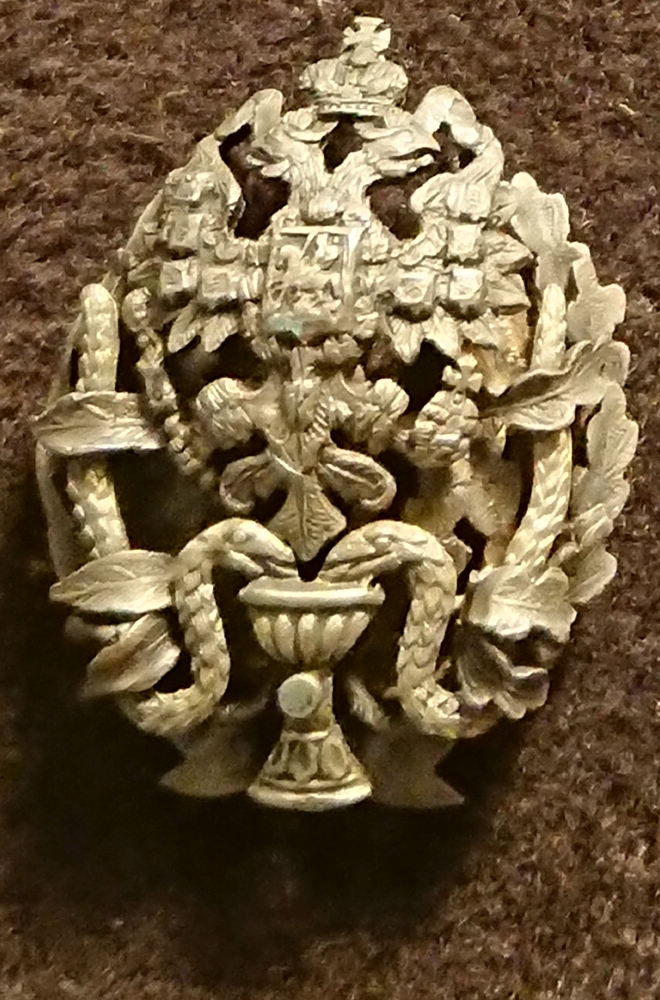
Фрачный вариант нагрудного знака врача, удостоенного степени доктора медицины (1910-е)